# Francesca Edera de Giovanni
Francesca Edera de Giovanni, també coneguda com a «Edera», (Monterenzio, 17 de juliol de 1923 - Bolonya, 1 d'abril de 1944) fou una molinera i partisana comunista italiana.

## Trajectòria
Nasqué el 17 de juliol de 1923 a la localitat italiana de Monterenzio, propera a la ciutat de Bolonya. Els seu pares, Alfredo i Luigia Maria Grilli, conformaren una família obertament antifeixista, conviccions que l'acompanyaren durant tota la seva vida, ja fos treballant per a una rica família local o després d'abandonar la llar familiar l'any 1943. A finals de gener d'aquell any, mentre es trobava en un lloc públic de Savazza, poble del terme municipal de Monterenzio, s'acostà a un empleat municipal i, assenyalant la camisa negra que portava sota la jaqueta, li digué: «Aquestes camises negres... en pocs anys hauran de desaparèixer». Fou arrestada el 28 de gener després de ser denunciada per no se sap qui. A l'interrogatori dels Carabinieri admeté haver pronunciat la frase però amb un to irònic, ja que la camisa no estava neta. Després de 15 o 20 dies d'empresonament fou amonestada i alliberada.
Formà part del primer grup de partisans creat a Monterenzio, que després es fusionà amb la 36a Brigada Garibaldi Alessandro Bianconcini i la 62a Brigada Garibaldi Camises Roges. No obstant, se sap que participà en la 1a Brigada Garibaldi SAP Irma Bandiera i a la 62a Brigada Garibaldi Camises Roges, entre el 9 de setembre de 1943 i l'1 d'abril de 1944. El 30 de març de 1944 fou arrestada, prop de les Dues torres de Bolonya, juntament amb altres partisans com el seu company Egon Brass, en una acció de recollida d'armes al centre de la ciutat, després que fossin delatats per un confident. Torturada a l'Església de San Giovanni in Monte de Bolonya, fou afusellada l'1 d'abril de 1944 darrere les parets de la Cartoixa de Bolonya, juntament amb la seva parella Egon Brass, Attilio Diolaiti, Enrico Foscardi, Ferdinando Grilli i Ettore Zaniboni. Abans que els seus botxins disparessin, cridà: «Tremoleu! Fins i tot una nena us fa por!». D'aquesta forma fou la primera dona afusellada pels feixistes a la ciutat. El seu cos descansa al Monument Ossari als Partisans Caiguts de la Cartoixa de Bolonya.
El 2 d'abril de 1944, Il Resto del Carlino anuncià l'afusellament en un article titulat «Ferma ed energica azione contro le bande terroristiche». La notícia també s'informà en un fulletó del comitè federal del Partit Comunista Italià en els deu primers dies de setembre i al full clandestí La Voce delle donne el març de 1945.

## Llegat
- El seu record està present al Santuari de la plaça Neptú i al Monument als Partisans Caiguts de Villa Spada, ambdós a Bolonya.[1]
- En homenatge al seu compromís antifeixista, un carrer[3] i una guarderia de Bolonya, així com un carrer de Monterenzio, recullen el seu nom.[2]